# Cro-Mags
Cro-Mags — американская хардкор-панк/кроссовер-трэш группа из Нью-Йорка, основанная в 1984 году Харли Флэнаганом. Cro-Mags первыми начали играть смесь хардкора с хеви-металом, тем самым положив начало стилю хардкор-метала. С Cro-Mags ассоциируют появление более жёсткого отношения в хардкор-сцене 1980-х годов. Согласно Allmusic, как Cro-Mags звучали бы Motörhead в случае, если бы они подверглись влиянию Движения сознания Кришны и верований индуизма.
Cro-Mags получили известность за свою агрессивную музыку, но в то же самое время следовали мирным кришнаитским духовным принципам. Cro-Mags стала первой хардкор-панк-группой в истории, представившей понятия индуистской философии и кришнаизма в хардкор-музыке. Группа записала пять альбомов, наиболее значимыми из которых принято считать первые два: The Age of Quarrel (1986) и Best Wishes (1989).

## История
Дебютный альбом группы, The Age of Quarrel, был издан в 1986 году. После выхода альбома, вокалист группы Джон Джозеф, покинул её ряды. Его место занял другой участник ансамбля, бас-гитарист Харли Флэнаган, который спел для следующего альбома группы Best Wishes, изданного в 1989 году и имевшего хеви-метал звучание. В 1991 году Джон Джозеф вернулся в ряды ансамбля и следующий альбом, Alpha Omega (1992), был записан с его участием. Одновременно группу покинул гитарист и автор песен Пэррис Митчелл Мэйхью. В 1993 году группа записала альбом Near Death Experience и вскоре после его выхода распалась. Однако, по прошествии нескольких лет, музыканты опять собрались вместе и занялись концертной деятельностью. В 2000 году вышел новый альбом группы, Revenge, который ознаменовал возвращение группы к своим хардкор-панк корням. На альбом вошли песни, очень похожие на композиции с дебютного альбома группы. Некоторые композиции имели более мелодичное звучание панк-рока. После выхода альбома в свет группа снова распалась. Причиной тому стал так и не разрешённый конфликт между участниками группы (в основном между Мэйхью и Флэнаганом). Впоследствии Cro-Mags снова объединились и периодически выступали с концертами.
В разное время в 1990-е и 2000-е годы, Флэнаган и Джон Джозеф одновременно возглавляли два разных состава Cro-Mags. Эти коллективы называли себя Cro-Mag Jam, Cro-Mags-NYC, Age of Quarrel, Fearless Vampire Killers или Cro-Mags. В ряде случаев, в группе участвовал только один из изначальных её участников. Классическим составом группы считаются пятеро музыкантов, принявших участие в записи дебютного альбома The Age of Quarrel.
В июле 2012 года Флэнаган перед выступлением коллектива в нью-йоркском Webster Hall нанёс ножевые ранения двоим из участников группы и ударил одного из них. Музыканты, получившие ножевые ранения и сам Флэнаган были госпитализированы. Флэнагану также были предъявлены обвинения.

## Дискография

### Альбомы
- The Age of Quarrel (1986)
- Best Wishes (1989)
- Alpha Omega (1992)
- Near Death Experience (1993)
- Revenge (2000)
- In the Beginning (2020)

### Участники группы
- John Joseph — вокал (1981, 1984—1987, 1991—1999, 2002 — настоящее время)
- A.J. Novello — гитара (2002-present)
- Craig Scully — бас-гитара (2008-present)
- Maxwell Mackie Jayson — ударные (1984—1986, 1996—1999, 2008 — настоящее время)

### Бывшие участники
- Eric J. Casanova — вокал (1982—1984)
- Harley Flanagan — вокал (1981—1993, 1999—2002, also bass)
- John Berry — вокал
- Dave Stein — гитара (1981)
- Kevin «Parris» Mitchel Mayhew — гитара (1982—1991, 1999—2001)
- Doug Holland — гитара (1985—1989, 1991—1993, 1996—1999)
- Rob Buckley — гитара (1989—1991, 1993—1995, 2001)
- Gabby Abularach — гитара (1991—1995)
- Scott Roberts — гитара (1996—1999)
- Rocky George — гитара (1999—2001, 2002—2003)
- Craig Setari — бас-гитара (1996—1999)
- Franklin Rhi — бас-гитара (2002—2003)
- Dave Hahn — ударные (1981)
- Winston Churchill — ударные (1982—1984)
- Petey Hines — ударные (1986—1989)
- Dave DiCenso — ударные (1989—1995)
- Ryan Krieger — ударные (1999—2001)
- Gary «G-Man» Sullivan — ударные (2002—2003)
- Leo — ударные